# Deir el-Qinn
Deir el-Qinn, auch Dayr al-Qinn, Deir al Quinn und Deir el-Kinn, arabisch دير الشين, ist ein römisches Kastell am vorderen Limes Arabiae et Palaestinae, das trotz etlicher moderner Zerstörungen und Eingriffe noch sehr gut sichtbar ist. Die Anlage, deren antiker Name unbekannt ist, diente als Vorposten in der unwirtlichen, ariden Klimazone der Syrischen Wüste an der äußersten östlichen Grenze des römischen Reiches. Das Kastell entstand im Vorfeld einer wichtigen, durch den Hauran geführten Militärstraße, die unter anderem vom strategisch bedeutenden, südlich gelegenen Oasenkastell Qasr al-Azraq über das nur elf Kilometer entfernte Reiterkastell Deir el-Kahf und das Kastell Mothana nach Norden führte. Deir el-Qinn befindet sich in Nordjordanien, im Gouvernement al-Mafraq, knapp 2,2 Kilometer von der heutigen syrischen Grenze entfernt.

## Lage
Die eine Anhöhe überblickende Ruine des Kastells Deir el-Qinn befindet sich wie Deir el-Kahf auf einem Plateau in der nordöstlichen Basaltregion am südöstlichen Rand des Hauran in einem Gebiet großer prähistorischer Basaltströme, die sich aus der durch Vulkanismus geprägten Basaltwüste des Jebel ed-Druze durch den südsyrischen Hauran bis nach Jordanien ergossen.
Ebenso wie Deir el-Kahf liegt das rund 130 Meter höher gelegene Deir el-Qinn an der Grenze zwischen Ackerland und Basaltwüste. Daher sind die Möglichkeiten eines extensiven Ackerbaus durch die lokale Feinerde gegeben, die sich zwischen Basaltblöcken in der Felswüste eingelagert hat. Eine prägende lokale Pflanze ist in der Region das Tortuletum parnassicae, das sich in seiner optimalen Ausbildung auf kalkreichen Mergeleinschwemmungen zwischen den Basaltblöcken entwickeln und dichte Rasen bilden kann. Die größten Niederschlagsereignisse finden im Dezember statt. Diese Feststellung ist wesentlich, denn schon der Schweizer Orientreisende Johann Ludwig Burckhardt (1784–1817) berichtete: „Die Fruchtbarkeit des Bodens im Hauran hängt ganz von der Bewässerung ab.“

## Forschungsgeschichte
Bis ins 21. Jahrhundert waren nur wenige Wissenschaftler an diesem Ort, weder die frühen großen Expeditionen wie die des österreichischen Althistorikers Alfred von Domaszewski (1856–1927) und des deutsch-amerikanischen Philologen Rudolf Ernst Brünnow (1858–1917) noch die der Princeton University und ihres leitenden Archäologen Howard Crosby Butler (1872–1922). Selbst der provinzialrömische Archäologe Samuel Thomas Parker (1950–2021), einer der umtriebigsten Limesforscher in Jordanien während der 2. Hälfte des 20. Jahrhunderts, kam nicht nach Deir el-Qinn. Der schottische provinzialrömische Archäologe David L. Kennedy vermutete, die Abgelegenheit der Ruinenstätte sei der Grund, weshalb ihr weniger Aufmerksamkeit geschenkt wurde. Als einer der frühen Besucher war allerdings der österreichisch-britische Archäologe Aurel Stein (1862–1943), der den römischen Limes in Jordanien und dem Irak von 1938 bis 1939 besuchte, im Jahr 1939 vor Ort. Seine Angaben gelten nach wie vor als die detailliertesten. Im Oktober 1950 besuchte der kanadische Archäologe Frederick Victor Winnett (1903–1989) auf einer epigraphischen Studienreise der American Schools of Oriental Research die Ruinen und entdeckte als Erster die bisher einzige bekannte Inschrift im Kastell, die bis zu ihrer Erstbesprechung 1989 jedoch nicht veröffentlicht wurde. Im Jahr 1978 wurde das erste Luftbild der Ruinenstätte publiziert.
Im Rahmen seiner Studie zu den byzantinischen und islamischen archäologischen Plätzen im Hauran besuchte der britische Kunsthistoriker und Archäologe Geoffrey R. D. King 1980 das Kastell. Im Jahr 1985 fand unter der Leitung Kennedys und des Althistorikers und Archäologen Henry Innes MacAdam der Southern Hauran Survey statt, bei dem auch Deir el-Qinn besucht wurde. Ausgrabungen fanden an diesem Fundplatz noch nicht statt.

## Baugeschichte
Der antike Komplex umfasst das Kastell, einen Turm in dessen zentralem Innenhof, ein großes Außenreservoir und eine Reihe von Zisternen mit Wasserkanälen, Resten des Lagerdorfs (Vicus) sowie ein weiteres großes quadratisches Gebäude, dessen Funktion unbekannt ist. Bis heute wurde von Deir el-Qinn kein Plan veröffentlicht, doch lässt sich die Gesamtanlage auf vertikalen Luftbildern erkennen.

### Severischer Wachturm?
Eine bemerkenswerte Abweichung von den typischen Bauschemata der Spätantike weist ein auffällig sorgfältig gebauter, 7,30 × 7,30 Meter umfassender Wachturm auf, der im Inneren in zwei Räume gegliedert ist. Das Bauwerk wurde auf einem kleinen gewachsenen Basaltfelsen innerhalb des zentralen Innenhofs im Kastell errichtet und besaß ein rustiziertes Quadermauerwerk. Nach Meinung Kennedys lässt die solidere Bauweise und Qualität des Mauerwerks, die dieser Turm besitzt, möglicherweise auf ein älteres Entstehungsdatum schließen. Am wesentlich besser erforschten Kleinkastell Qasr el-Uweinid kam er auf eine ähnliche Theorie, da sich auch dort ein in hoher Qualität errichteter Turm deutlich von dem umgebenden spätrömischen Mauerwerk unterschied. Der spanische Architekt und Archäologe Ignacio Arce, unter anderem Lehrstuhlinhaber an der Deutsch-Jordanischen Hochschule in Amman, wies darauf hin, dass einige der sauber bearbeiteten Steine in Deir el-Qinn sogenannte „Steinmetzzeichen“ aufwiesen. Dies könnte in einem parallelen Vergleich zu den älteren Bauspuren in Deir el-Kahf auf eine Gründung während der Regierungszeit des Kaisers Septimius Severus (193–211) hinweisen.

### Spätantikes Kastell
Die mit ihren vier Flanken sehr genau an den Haupthimmelsrichtungen orientierten Umfassungsmauern bilden einen rund  73 × 56 Meter großen rechteckigen Grundriss (= 0,41 Hektar) und bestehen aus grob behauenen Basaltblöcken, die unverputzt blieben. Diese Bauart erinnert stark an die während der Tetrarchie (293–311) in dieser Region entstandenen Kastelle. Das Mauerwerk ist etwa einen Meter stark und stellenweise noch zwei oder mehr Meter hoch erhalten. Es kann sich in dieser Hinsicht somit nicht mit den wesentlich höher erhaltenen Bauresten in Deir el-Kahf messen. Insbesondere die westliche und nördliche Umfassungsmauer sind in einem relativ guten Zustand erhalten geblieben. Parallel zur Umfassungsmauer sind in Deir el-Qinn an deren Innenseiten zumindest im Norden, Westen und Süden Raumfluchten angebaut, die einzelne, rund 5 × 6 Meter große Kasernenstuben beinhalteten, die einst mit Bögen, deren Ansätze heute noch stehen, überwölbt waren. Die Stuben wurden von einem großen zentralen Innenhof aus betreten, der das Zentrum des Kastells dominierte.
Möglicherweise ist dieser Baukomplex in zwei unterschiedlichen zeitlichen Phasen errichtet worden. Zunächst entstand nur der severianische Wachturm an einer wichtigen Wasserstelle im Vorfeld des Limes. Hierzu wurde von der sogenannten Via Severiana eine abzweigende Trasse nach Deir el-Qinn errichtet. Die Bedeutung dieses Standorts war für den Grenzschutz und die Grenzkontrolle offensichtlich so wichtig, dass er im Zuge der Militärreformen während der Tetrarchie eine eigene Garnison erhielt und der Wachturm von einem Neubaukastell ummantelt wurde.

## Reservoir und Zivilsiedlung
Das unmittelbar vor der Nordmauer des Kastells angelegte Reservoir bildet ein unregelmäßiges Viereck mit den Maßen 55 × 33,75 × 3,4 Meter. Es wurde von einem Kanal gespeist, der von Nordwesten kommend über einen Verteiler auch einen zweiten von mehreren anderen Wasserspeichern, die sich am Ort befanden, füllte. Luftaufnahmen aus den 1940er Jahren, die Kennedy auswertete, zeigen das Gelände mit noch wenigen modernen Beeinträchtigungen und Zerstörungen. Aus diesen Bildern lässt sich schließen, dass sich der Vicus östlich und südlich des Kastells erstreckt haben muss. Insbesondere die dort verstreut liegenden Zisternen unterstreichen diese Aussage.

## Datierung

### Inschrift
An der Südseite des im Zentralhof stehenden Basaltfelsens, der die Reste des Turms trägt, wurden offenbar in römischer Zeit sehr grob sechs Zeilen mit griechischen Buchstaben eingemeißelt. Winnett nannte die von ihm 1950 entdeckte Inschrift aufgrund starker Verwitterung unleserlich. Bei einer Nachuntersuchung durch MacAdam und den amerikanischen Althistoriker und Archäologen David F. Graf stellte sich jedoch heraus, dass die Buchstaben weder im Griechischen noch als Transliteration semitischer Buchstaben einen Sinn ergeben. Möglicherweise nutzte hier eine Person den Fels als Übungsfläche, um sich später an die echte Beschriftung von Basaltblöcken wagen zu können:
Μ Α Η Α Ο

Η Α C W Ν

Ι Δ Α C Ο Τ (oder π)

Ο V Α Ν

φ Ι  H  

Ν V Α Μ Γ Ι

### Keramik
Die aus den gesammelten Keramikscherben auslesbare Zeitspanne reicht vom 1. bis zum 4. Jahrhundert n. Chr. und umfasst mehrere nabatäische Stücke sowie mehrere Fragmente Östlicher Sigillata A.
Für Kennedy ergaben sich aus den zusammengenommenen zeitlichen Daten von diesem Kastellplatz Überlegungen für eine nabatäische Siedlung, die nach der Annexion des Nabatäerreiches während der Regierungszeit des Kaisers Trajan (98–117) im Jahr 106 n. Chr. unter römische Kontrolle geriet. Wahrscheinlich wurde das Gebiet spätestens nach dem 4. Jahrhundert nicht mehr bewohnt.

## Nachrömische Entwicklung
Arce nimmt an, dass der Turm innerhalb des Kastells nach dessen Aufgabe durch das Militär möglicherweise von christlichen Mönchen umgebaut und bewohnt gewesen sein könnte. Geoffrey hatte bei seiner Exkursion von 1980 im Schutt des Turmes einen Stein mit Kreuzzeichen entdeckt. Erst nach dem Zweiten Weltkrieg kam es zu größeren Zerstörungen durch Steinraub und Überbauungen. Insgesamt blieben diese Beeinträchtigungen in die Bausubstanz jedoch hinter den schweren Schäden zurück, wie sie an der Garnison von Deir-el Kahf angerichtet wurden. Dennoch lässt sich feststellen, dass das Kastell Deir el-Qinn heute teilweise mit modernen Häusern überbaut ist.